# Jägala (rzeka)
Jägala (est. Jägala jõgi) – rzeka w północnej Estonii.
Rzeka ma długość 97 km i powierzchnię zlewni 1570 km², w odległości 4,3 km od ujścia znajduje się 8 metrowy wodospad Jägala.
Dopływy:
- Prawe: Ambla, Jänijõgi, Mustjõgi, Aavoja, Soodla i inne.
- Lewe: Sae oja, Kiruoja, Pikva oja, Anija, Jõelähtme i inne.